# Zajączek (województwo lubuskie)
Zajączek (niem. Haasel, dolnołuż. Hažowk) – wieś w Polsce położona w województwie lubuskim, w powiecie żarskim, w gminie Lipinki Łużyckie.
W latach 1975–1998 miejscowość administracyjnie należała do województwa zielonogórskiego. Wieś położona na zachód od Lipinek Łużyckich, przy drodze krajowej nr.12 na trasie Żary – Łęknica. Wieś znajduje się na obszarze sołectwa Zajączek-Tyliczki.
Wieś znana już w XIV wieku. Była własnością Schoenaichów. Do końca XIX wieku niemal w całości była zamieszkiwana przez ludność serbołużycką.
W Zajączku znajduje się pozostałość parku dworskiego z XIX wieku. W północnej części, oddzielonej obecnie drogą Żary – Łęknica, leży niewielki staw. Centralnie położona wyspa, porośnięta kępą drzew, daje schronienie gniazdującemu tu ptactwu wodnemu, między innymi łabędziom niemym oraz czapli siwej. Po drugiej stronie drogi z dawnego parku zachowała się alejka obsadzona dorodnymi kasztanowcami oraz wiekowy dąb o statusie pomnika przyrody. Pobliski las jest on pozostałością dawnego parku krajobrazowego. Świadczą o tym ślady dawnych ścieżek spacerowych i budowli parkowych. W centralnej części znajdują się resztki urządzeń hydrotechnicznych, które doprowadzały wodę do nieistniejącego już pałacu.